# Bulgarialeurodes
Bulgarialeurodes is een geslacht van halfvleugeligen (Hemiptera) uit de familie witte vliegen (Aleyrodidae), onderfamilie Aleyrodinae.
De wetenschappelijke naam van dit geslacht is voor het eerst geldig gepubliceerd door Corbett in 1936. De typesoort is Bulgarialeurodes rosae.

## Soort
Bulgarialeurodes omvat de volgende soort:
- Bulgarialeurodes cotesii (Maskell, 1896)